# Chiriboga
Chiriboga is een geslacht van hooiwagens uit de superfamilie Gonyleptoidea.
De wetenschappelijke naam Chiriboga is voor het eerst geldig gepubliceerd door Roewer in 1959. 

## Soorten
Chiriboga is monotypisch en omvat slechts de volgende soort:
- Chiriboga albituber